# Salon Mazal
Salon Mazal (hebrejsky סלון מזל‎) byl infoshop v Tel Avivu, Izraeli. Jeho cílem bylo šířit informace a zvyšovat povědomí o otázkách souvisejících se sociálními změnami, včetně lidských práv, práv zvířat, životního prostředí, globalizace, sociálního a ekonomického útlaku, konzumu, feminismu a genderových otázek. Vedl jej otevřený nehierarchickým tým dobrovolníků na ulici Jicchak Sadeh 32, Tel Aviv.

## Aktivity
Salon Mazal měl knihovnu, obchod a prostor pro setkání, přednášky, workshopy a promítání filmů. Příležitostně existují další projekty na různá zajímavá témata, například setkání skupin mládeže, lekce arabštiny, workshopy pro kutily, čtecí skupina anarchistických textů.
V referenční knihovně je uloženo několik tisíc knih o předmětech souvisejících se sociálními změnami, z nichž zhruba polovina je v angličtině. Myšlenkou je umožnit lidem číst knihy, aniž by je povzbuzovali k nákupu, a vytvořit tak alternativu ke stávající spotřebitelské kultuře . Salon Mazal tiskne a vydává materiály k různým tématům, včetně příručky pro kutily, průvodce moudrým konzumem, přeloženou brožuru o permakultuře, přeložené anarchistické texty, brožury o feminismu pro muže a ženy.
Workshopy, přednášky, projekce filmů, skupinové diskuse a setkání na různá témata se konají několikrát týdně, jsou přístupné veřejnosti a jsou zdarma. Salon Mazal také bezplatně poskytuje prostor pro studium, organizaci, setkání, plánování a práci na iniciativách a projektech pro sociální změny. Skupiny, které v průběhu let využily prostor pro svá setkání, zahrnují Anarchisté proti zdi, Indymedia, Jeden boj, Žena za ženu, Kelaf (Lesbická feministická komunita), Zahrada pro mír, Fórum soužití v Negevu, Obhájce komunity, Shatil – projekt smíšených měst, Centrum alternativních znalostí a Výbor proti demolici domů, letní tábor Alternativní mládež, Nový profil.

### Obchod
Salon Mazal byl jedním z distribučních míst pro produkty fair trade v Izraeli (káva, kakao a olivový olej), které se prodávaly v obchodě. Trh s těmito výrobky je v Izraeli stále velmi malý, zejména kvůli nedostatečné informovanosti. Nabízejí také olivový olej od palestinských farmářů v Tul-Karem a mýdla na olivový olej od palestinských farmářů v Budru. Výrobky dovážel Green Action a jejich výroba zabraňuje vykořisťování pracovníků nebo zhoršování životního prostředí. Kromě toho distribuují letáky a brožury o spravedlivém obchodu a pořádají přednášky na toto téma. 
Infoshop je jedním z mála míst v Izraeli, kde lze distribuovat produkty vlastní výroby a knihy vydané sami. Lidé se vyzývají, aby prodávali své výrobky, včetně uměleckých děl, knih, knih o poezii, domácích džemů, deodorantů, vlastních politických triček a dalších výrobků od jednotlivců. Tímto způsobem infoshop podporuje místní neprůmyslovou výrobu a podporuje místní nezávislé výrobce.